# إدموند جنكينز
إدموند جنكينز (بالإنجليزية: Edmund Jenkins)‏ هو ملحن أمريكي، ولد في 9 أبريل 1894، وتوفي في 1926.